# 巴库

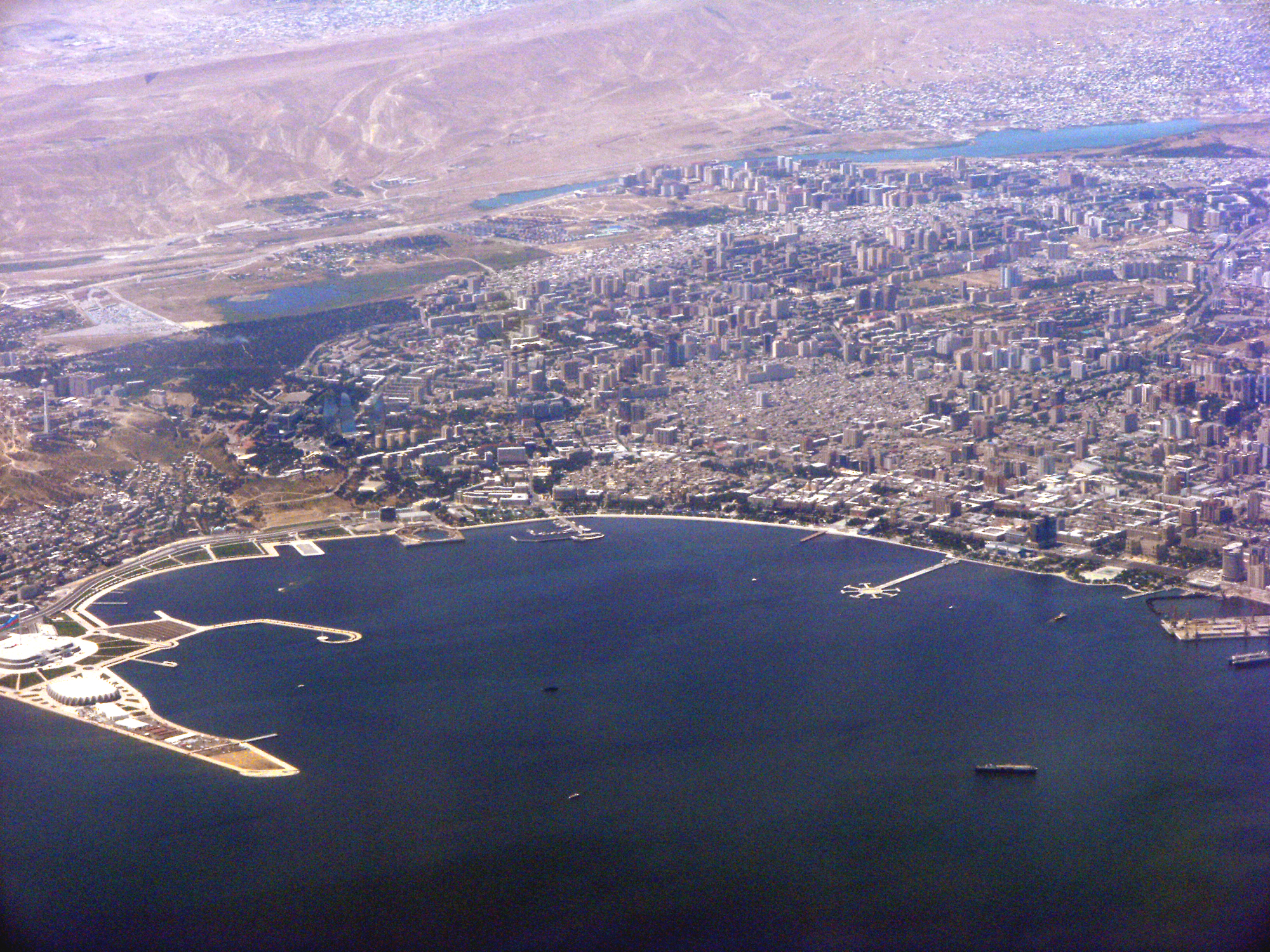
巴庫全市空拍

巴庫（[bɑˈcɯ] ⓘ）是阿塞拜疆的首都、经济文化中心。巴库同时也是里海最大港口，外高加索最大城市。它的海拔是低於海平面28（92英尺） ，使它成為世界上海拔最低的首都以及低於海平面的最大城市。面積2192平方公里，人口300萬（2008年計算）。巴库全市分为内城和新城两部分（亦有将蘇聯時期興建區域分別劃分的）。
在2007年，伊斯兰会议组织文化部长宣布巴库为2009年伊斯兰文化中心。為2015年第一屆歐洲運動會主辦國。巴库曾先後申办2016年夏季奥运会和2020年夏季奥运会，但皆因基础设施不完备没有入围。不過由於亞塞拜然歌手艾爾與妮基在2011年歐洲歌唱大賽獲得冠軍，終使巴庫獲得舉辦2012年歐洲歌唱大賽的機會。

## 名称由來
关于巴库这一名字的来源众说纷纭。较多人认为来源于波斯语باد کوبہ （Bād-kube），意为风袭击的城市。bād意为风，kube意为猛击。巴库市在冬季确實會受到暴雪和强风的袭击；不过也有人认为巴库是古波斯语中“上帝之山”的意思。

## 地理与行政区划
巴庫地處裏海西岸，阿普歇伦半岛南岸。港湾受群岛屏蔽，又有阿普歇伦半岛遮挡住北风，是里海的最佳港口。現今的大巴庫區涵盖大部的阿普歇伦半岛，分為11區、48个鎮。内城是核心市區，也是古城堡所在；其舊街道狹窄，被城牆所圍。新城位於內城之南，約在一個世紀前石油工業開始發展時興建。巴库市轄的各城镇也大都为石油钻探中心，与当地各炼油厂或加工厂有输油管道相通。該城曾因石油工业的发展而严重污染，但现在歷经整治已开始好转。2000年12月，巴库内城与希尔万沙宫殿與少女塔一同被联合国教科文组织列为世界文化遗产，是阿塞拜疆的第一个世界遗产。

## 歷史

### 公元前
屋大维在公元前一世纪曾在巴库建立军营，试图征服高加索。而世界上其他国家则普遍认为有關巴库的第一次正式歷史記錄出现在公元六世纪。从那时起的很长一段时间里，巴库都与波斯保持着联系。

### 中世纪
中世紀早期的巴庫同現在一樣，經濟依賴於鹽業，為阿普歇伦半岛地區的經濟中心。自公元八世紀以來，希爾凡的波斯領主希爾萬沙王朝統治巴庫，但常受到北方可薩人和羅斯人的攻擊。阿赫希坦一世在巴庫建立海軍，於1170年驅逐了羅斯人；並在1191年一場大地震摧毁了希爾凡王朝首都沙馬基後，遷都於巴庫。1501年，伊朗的薩法維王朝伊斯玛仪一世攻下巴库，而消滅了希爾凡王朝。當時的城堡被數道坚固的城墙圍繞，受到一面環海而另一面是壕溝的保護。1514年鄂圖曼帝国於查尔迪兰战役後取得巴庫；但在1540年巴库再被薩非王朝军队奪回。1603年薩非王朝的阿巴斯一世下令摧毁該城堡。

### 近代
在18世纪，巴库为巴库汗国都城。之后与俄罗斯帝国一直有着战争的关系。于1723年6月26日，经过长时间的围困和炮擊，巴库向俄罗斯投降；萨非王朝喪失了高加索區的領土。根据彼得大帝的旨意，城市指挥官Baryatyanski王子留下两团士兵（2,382人）駐軍巴库。但1730年，伊郎的纳迪尔沙王又取得優勢而收復巴庫。十八世紀末，沙俄決心優先征服整個高加索地區；但阿迦·穆罕默德·汗卡扎尔於1795年在巴庫成功抵御。1796年春，凱薩琳二世令祖博夫将军開始進攻北高加索。在綿延的拉鋸戰後，祖博夫将军派出13,000人部队夺下巴庫。同年6月13日，俄罗斯舰队进入巴库湾，俄罗斯進駐全市。帕维尔Tsitsianov将军被任命为巴库的指挥官。然而，后来的沙皇保罗一世下令他停止活动并撤出。沙皇军队於1797年3月离开巴库。但下一任新沙皇亚历山大一世又對夺取巴库表现兴趣。1803年，Tsitsianov曾与作出妥协的巴库可汗签订了协议，但该协议很快又被废止了。直到1806年8月，Tsitsianov在巴库城門下招降時被忠於巴库汗Huseyngulu的軍士射殺。同年10月，巴库投降。

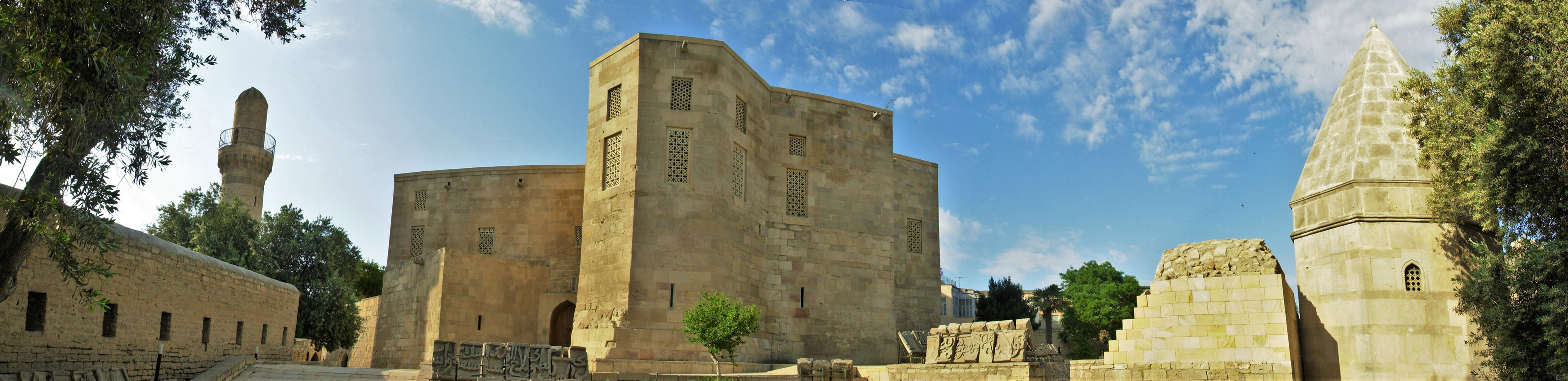
位于巴库内城的希尔万沙宫殿

1813年俄罗斯帝国与波斯签署了古利斯坦条约，正式併吞包括巴库在内的高加索地区。19世纪70年代开始工业性采油，19世纪末成为外高加索工业中心和举世闻名的石油基地，拥有22大炼油基地，石油工业发达。1917年曾成立社会主义性质的巴库公社。1920年成为阿塞拜疆苏维埃社会主义共和国首都，1922年由于阿塞拜疆加入外高加索联邦，而联邦又加入苏维埃共和国；於是首都在此期间改遷至第比利斯。1936年后巴庫重新成为阿塞拜疆首都。现代的巴库建在环绕海湾的山坳上，街道整齐而建筑巍峨。

## 气候
巴库夏季干热，冬季湿冷。（柯本BSk）
| 巴库                                                         | 巴库       | 巴库       | 巴库       | 巴库        | 巴库        | 巴库        | 巴库        | 巴库        | 巴库        | 巴库        | 巴库        | 巴库       | 巴库        |
| 月份                                                         | 1月        | 2月        | 3月        | 4月         | 5月         | 6月         | 7月         | 8月         | 9月         | 10月        | 11月        | 12月       | 全年        |
| ------------------------------------------------------------ | ---------- | ---------- | ---------- | ----------- | ----------- | ----------- | ----------- | ----------- | ----------- | ----------- | ----------- | ---------- | ----------- |
| 平均高温 °C（°F）                                            | 6.6 (43.9) | 6.3 (43.3) | 9.8 (49.6) | 16.4 (61.5) | 22.1 (71.8) | 27.3 (81.1) | 30.6 (87.1) | 29.7 (85.5) | 25.6 (78.1) | 19.6 (67.3) | 13.5 (56.3) | 9.7 (49.5) | 18.1 (64.6) |
| 日均气温 °C（°F）                                            | 4.4 (39.9) | 4.2 (39.6) | 7.0 (44.6) | 12.9 (55.2) | 18.5 (65.3) | 23.5 (74.3) | 26.4 (79.5) | 26.3 (79.3) | 22.5 (72.5) | 16.6 (61.9) | 11.2 (52.2) | 7.3 (45.1) | 15.1 (59.2) |
| 平均低温 °C（°F）                                            | 2.1 (35.8) | 2.0 (35.6) | 4.2 (39.6) | 9.4 (48.9)  | 14.9 (58.8) | 19.7 (67.5) | 22.2 (72.0) | 22.9 (73.2) | 19.4 (66.9) | 13.6 (56.5) | 8.8 (47.8)  | 4.8 (40.6) | 12.0 (53.6) |
| 平均降水量 mm（）                                            | 21 (0.8)   | 20 (0.8)   | 21 (0.8)   | 18 (0.7)    | 18 (0.7)    | 8 (0.3)     | 2 (0.1)     | 6 (0.2)     | 15 (0.6)    | 25 (1.0)    | 30 (1.2)    | 26 (1.0)   | 210 (8.3)   |
| 平均降水天数（≥ 0.1 mm）                                     | 6          | 6          | 5          | 4           | 3           | 2           | 1           | 2           | 2           | 6           | 6           | 6          | 49          |
| 月均日照時數                                                 | 89.9       | 89.0       | 124.0      | 195.0       | 257.3       | 294.0       | 313.1       | 282.1       | 222.0       | 145.7       | 93.0        | 102.3      | 2,207.4     |
| 来源：世界气象组织 (UN),香港天文台for data of sunshine hours |            |            |            |             |             |             |             |             |             |             |             |            |             |

## 人口
主要为阿塞拜疆人，还有亚美尼亚人、俄罗斯人和犹太人。由于巴库是历史性国际都市，故阿塞拜疆人在該城人口結構上并不佔多数。
| 年份   | 阿塞拜疆人 | %    | 俄罗斯人 | %    | 亚美尼亚人 | %    | 犹太人 | %   | 其他   | %    | 總計      |
| ------ | ---------- | ---- | -------- | ---- | ---------- | ---- | ------ | --- | ------ | ---- | --------- |
| 1886年 | 37,530     | 43.3 | 21,390   | 24.7 | 24,490     | 28.3 | 391    | 0.5 | 2,810  | 3.2  | 86,611    |
| 1897年 | 40,341     | 36   | 37,399   | 33.4 | 19,099     | 17.1 | 3,369  | 3   | 11,696 | 10.5 | 111,904   |
| 1926年 | 118,737    | 26.2 | 167,373  | 36.9 | 76,656     | 16.9 | 19,589 | 4.3 | 70,978 | 15.7 | 453,333   |
| 1939年 | 215,482    | 27.4 | 343,064  | 43.6 | 118,650    | 15.1 | 31,050 | 3.9 | 79,377 | 10.1 | 787,623   |
| 1959年 | 211,372    | 32.9 | 223,242  | 34.7 | 137,111    | 21.3 | 24,057 | 3.7 | 56,725 | 8.7  | 652,507   |
| 1970年 | 586,052    | 46.3 | 351,090  | 27.7 | 207,464    | 16.4 | 29,716 | 2.3 | 88,193 | 6.9  | 1,262,515 |
| 1979年 | 530,556    | 52.4 | 229,873  | 22.7 | 167,226    | 16.5 | 22,916 | 2.3 | 62,865 | 6.2  | 1,013,436 |
| 1999年 | 1,574,252  | 88   | 119,371  | 6.7  | 378        | 0.02 | 5,164  | 0.3 | 89,689 | 5    | 1,788,854 |
| 2009年 | 1,848,107  | 90.3 | 108,525  | 5.3  | 104        | 0    | 6,056  | 0.6 | 83,023 | 4.1  | 2,045,815 |

### 信仰
阿塞拜疆宪法保障宗教自由，沒有制定国教；但94%以上的巴库市民信仰伊斯兰教，另有约4%人口是基督徒（多为俄罗斯正教会、格鲁吉亚正教会和Molokans）。巴库市拥有三个犹太人社区，分别是格鲁吉亚犹太人、山地犹太人（高加索犹太人）和阿什肯納茲猶太人。

## 经济
巴库的经济一直由石油主导，主要重工业即为石油加工业和石油工业设备制造。8世纪时，就已探知这一地区蕴藏丰富的石油，9～10世纪时开始开采石油，12～15世纪这里的石油运往东方各国。据史料，阿塞拜疆于公元10世纪就有挖井汲油的记载，这里的石油具有埋藏浅的特点，只要挖到地下10～12米即可出油。
世界上工业化开采石油始于1877年，而阿塞拜疆在1873年就已開鑿第一口具有工业开采價值的油井。
20世纪初，巴库油田曾是世界上产量最高的油田。如今巴库地表浅层的石油早已被採尽，而需钻深至5090米处才能開井，这里石油工业的未来发展远景已由陆地逐步转移至里海大陆棚。20世纪末，里海石油“二次开发”浪潮到来，大量外国石油企业进驻巴库。
巴库的其他工业有船舶修造和电机生产。除食品加工业外，色情產業也是巴库重要的產業之一，巴库特产的地毯也很受俄国顾客的欢迎。

## 文化与娱乐

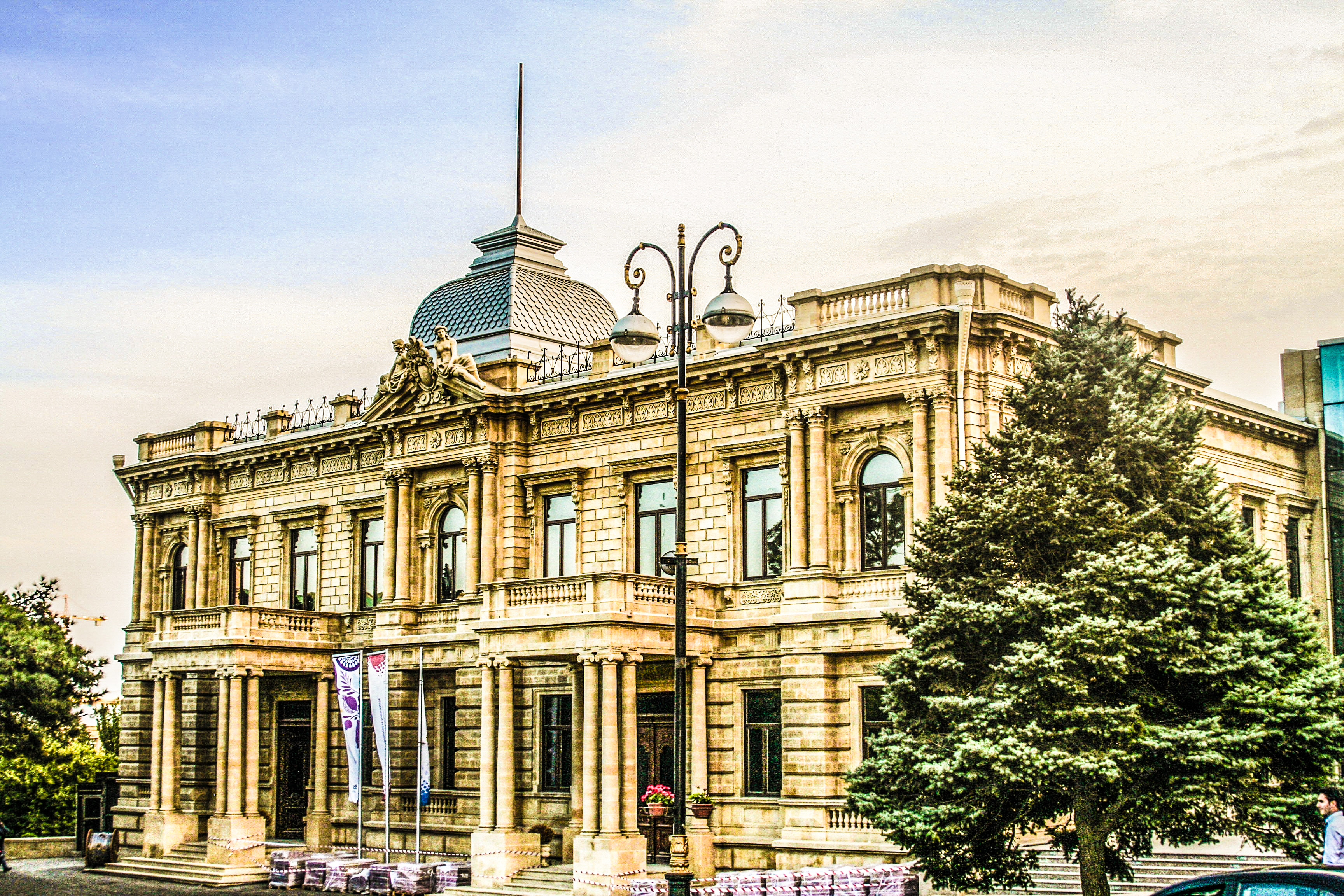
阿塞拜疆国家艺术博物馆

城中有历史博物馆和艺术博物馆。巴库在戏剧、歌剧、芭蕾舞、绘画等方面充满活力。每年举办巴库国际爵士音乐节。

## 教育

### 高等教育
巴库拥有众多高等院校和阿塞拜疆科学院，是阿塞拜疆的教育中心。

#### 公立
- 國立巴庫大學（1919年）
- 阿塞拜疆国立石油大学（1920年）
- 阿塞拜疆国立经济大学（1930年）
- 阿塞拜疆医科大学（1930年）
- 阿塞拜疆语言大学（1973年）

#### 私立
- 阿塞拜疆国际大学（1997年）
- 西方大学（1991年）

## 交通

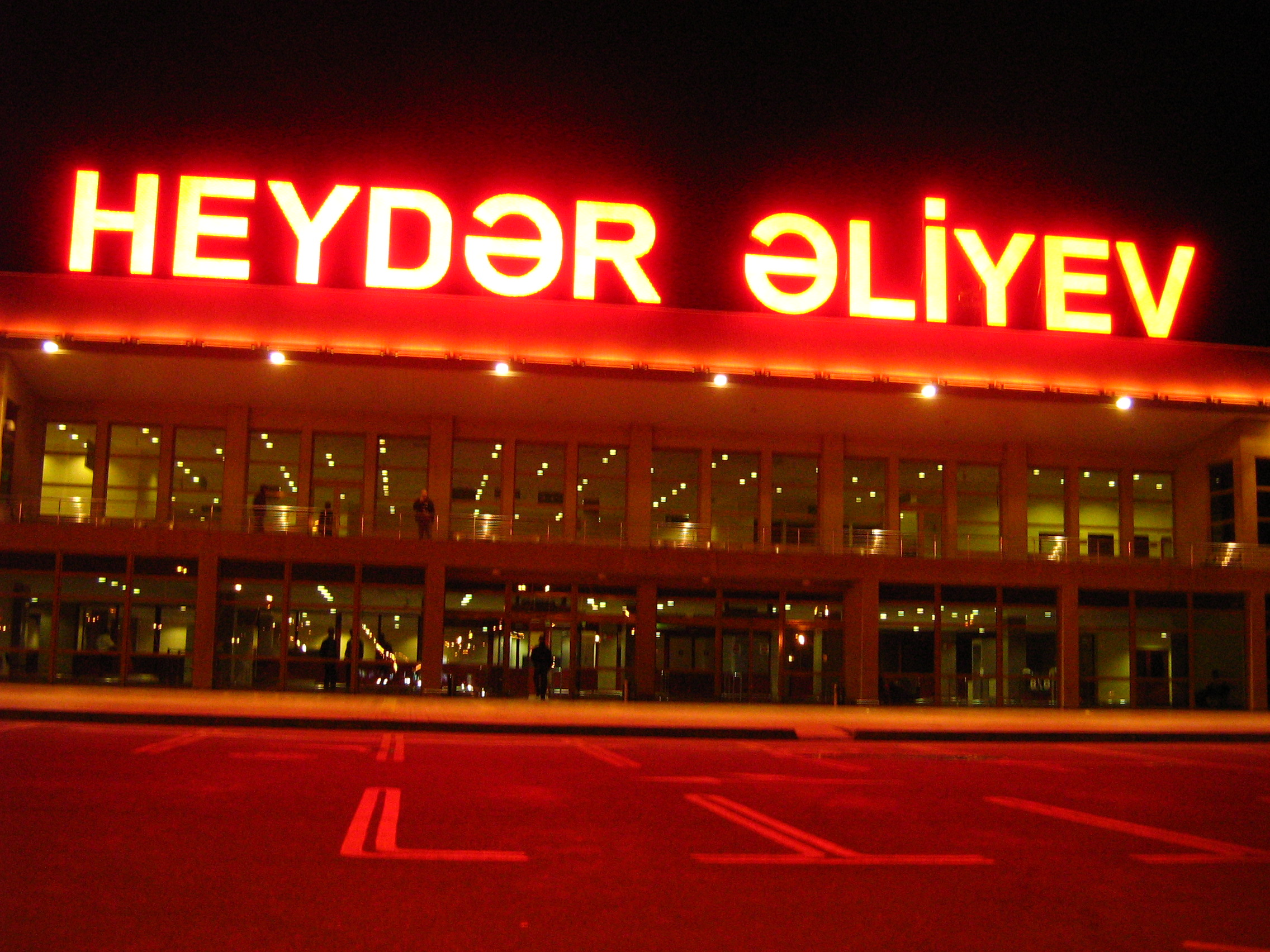
机场国内航班到达处

巴库市内有公共汽车、无轨电车和地铁系统。有盖达尔·阿利耶夫国际机场和港口与外国通航。

## 友好城市
| - 伊拉克巴斯拉 - 法国波尔多 - 塞内加尔达喀尔 - 乌克兰基辅 |  | - 土耳其安卡拉 - 土耳其伊斯坦堡 - 土耳其伊兹密尔 - 英国伦敦 |  | - 德国美因茨 - 意大利那不勒斯 - 波黑塞拉耶佛 - 约旦阿曼 |  | - 美国 - 美国檀香山 - 南非约翰内斯堡 - 南非德班 |

## 外部連結
- https://web.archive.org/web/20171019003357/http://baku-city.az/main/